# Diana Sánchez
Diana Sánchez (ur. 7 marca 1977 w Hiszpanii) – hiszpańska siatkarka, reprezentantka kraju, grająca jako przyjmująca. Obecnie występuje w drużynie Club Voleibol J.A.V. Olímpico.